# Stein (thüringisches Adelsgeschlecht)

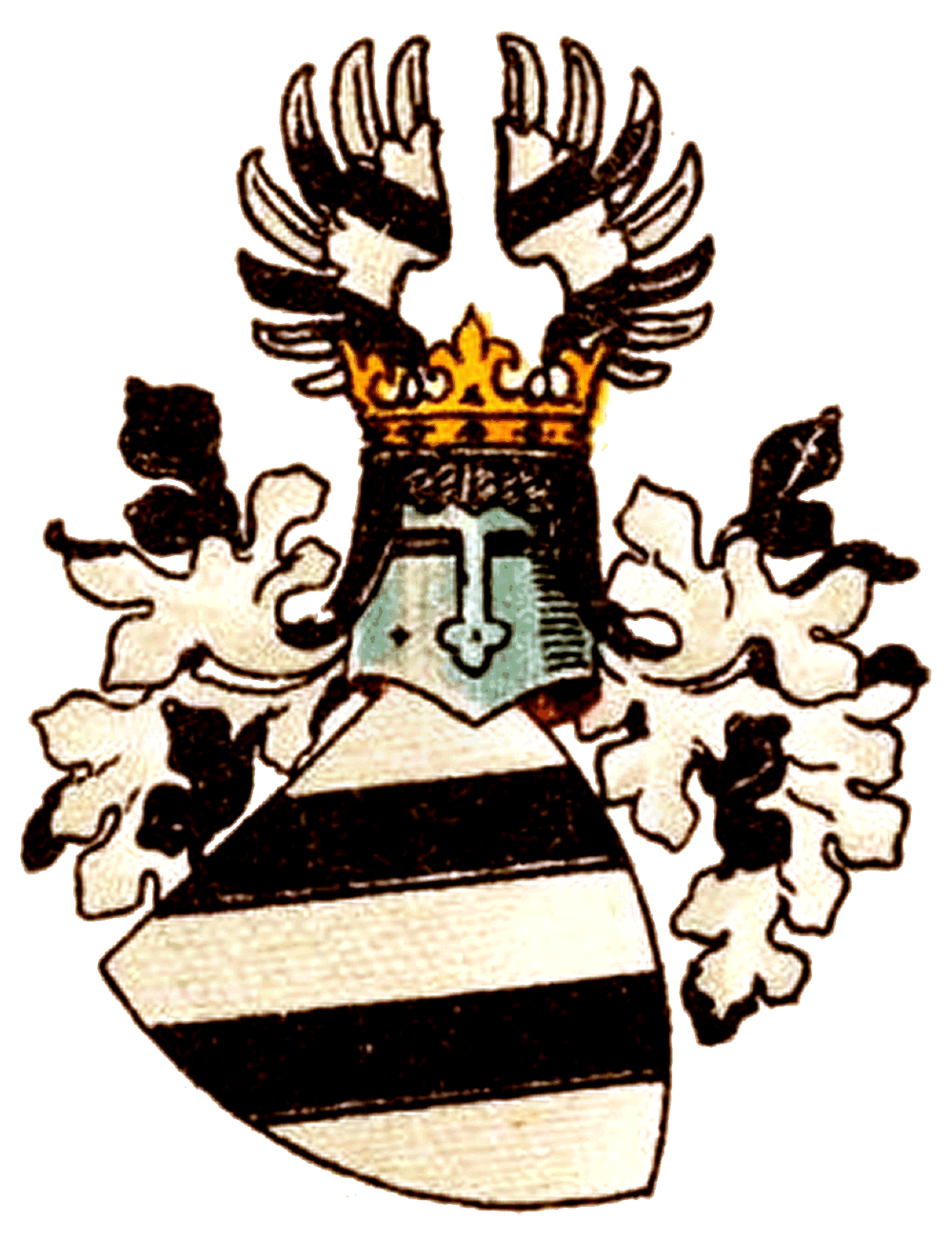
Wappen derer von Stein

Die Herren von Stein sind ein uradeliges Geschlecht, das in Thüringen beheimatet war. Stammsitz war die Burg Altenstein bei Bad Liebenstein im Thüringer Wald. Einige ihrer Besitzungen lagen auch in der benachbarten Landgrafschaft Hessen. Der Zweig der Freiherren von Stein-Liebenstein zu Barchfeld existiert bis heute.
Nicht zu verwechseln sind sie mit den ebenfalls thüringischen Stein zu Lausnitz, die sich auch auf einen Dudo von Stein (urkundlich 1117) zurückführen, sowie mit dem unterfränkischen Rittergeschlecht Stein zu Altenstein von der Burg Altenstein bei Maroldsweisach.

## Geschichte

### Stein zu Altenstein

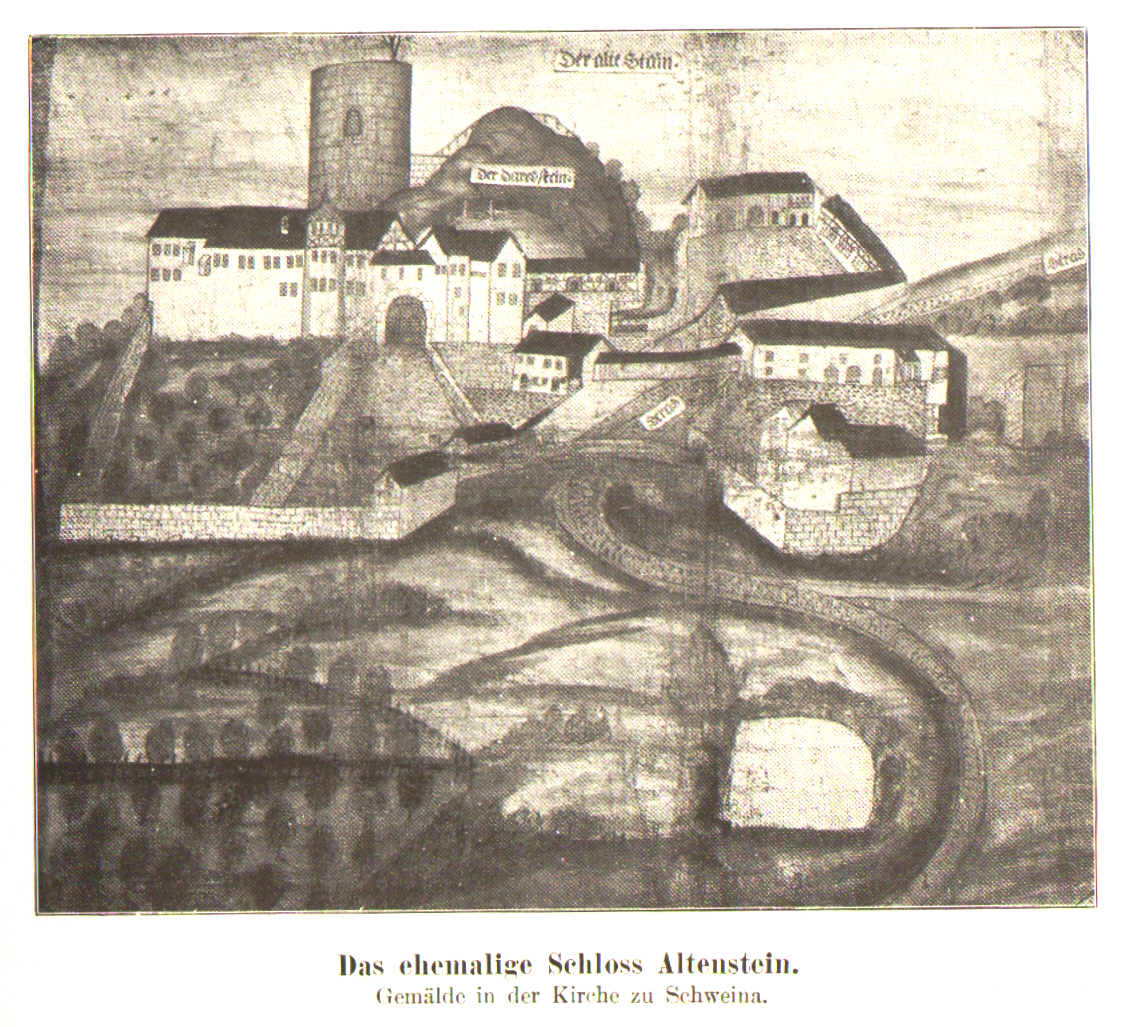
Burg Altenstein (um 1500)

Das Geschlecht ist erstmals 1116 mit dem Burgmann Dudo von Stein (Duodo de Steyn) urkundlich nachweisbar, der sich nach seinem Sitz, der Burg Stein (später Altenstein) nannte. Er saß dort als Lehnsmann der Abtei Fulda. Der Standort lag am Rande der Mark Breitungen am Beginn der Schweinaer Straße, eines Transitweges über den Thüringer Wald. Beide verschafften der Burg eine strategische Bedeutung.
Eine behauptete Abstammung von dem fränkischen Rittergeschlecht derer von Frankenstein, die einen Löwen im silbernen Schilde führen, ist nicht erwiesen. Jedoch unterlagen die Altensteiner den Frankensteinern im 12. Jahrhundert und mussten ihnen den Altenstein überlassen. Gegenüber der Burg Stein wurde im 13. Jahrhundert von den Ludowingern am Bonifaciusfelsen die Errichtung einer weiteren Burg, auch als der „Neue Stein“ bekannt, erzwungen. Der Name „Markgrafenstein“ deutet an, dass die späteren Landgrafen aus dem Haus Wettin zum Zeitpunkt der Namensentstehung auch Markgrafen von Meißen waren. (1736 errichteten sich dann die Sachsen-Meininger Herzöge zu Füßen der beiden Burgruinen das Schloss Altenstein als Sommerresidenz.)
1257 ist das Geschlecht beurkundet mit der verwitweten Gertrud von Stein (de Lapide), die mit Einwilligung ihrer Söhne Poppo, Heinrich und Tuto sowie ihres Erben Hermann von Stein dem Kloster Ichtershausen ihre Güter in Rudolfsleben (jetzt Rudisleben) nördlich von Arnstadt verkaufte. Ob zu dieser Familie Otto von Stein, 1303 Kevernburger Burgmann zu Kevernburg gehört, ist unklar.
Im 13. Jahrhundert überschnitten sich im Gebiet zwischen Eisenach und Breitungen/Werra die Machtinteressen der Landgrafen von Thüringen, der Grafen von Henneberg, des Würzburger Bistums, des Mainzer Erzbistums und der noch mit reichem Grundbesitz vertretenen Klöster Fulda und Hersfeld. Dies hatte die Errichtung zahlreicher Burgen und Befestigungen zur Folge. Die gestörte Machtbalance war auch ein Grund für den Ausbruch des Thüringisch-hessischen Erbfolgekrieges (1247–1264).

### Stein zu Liebenstein

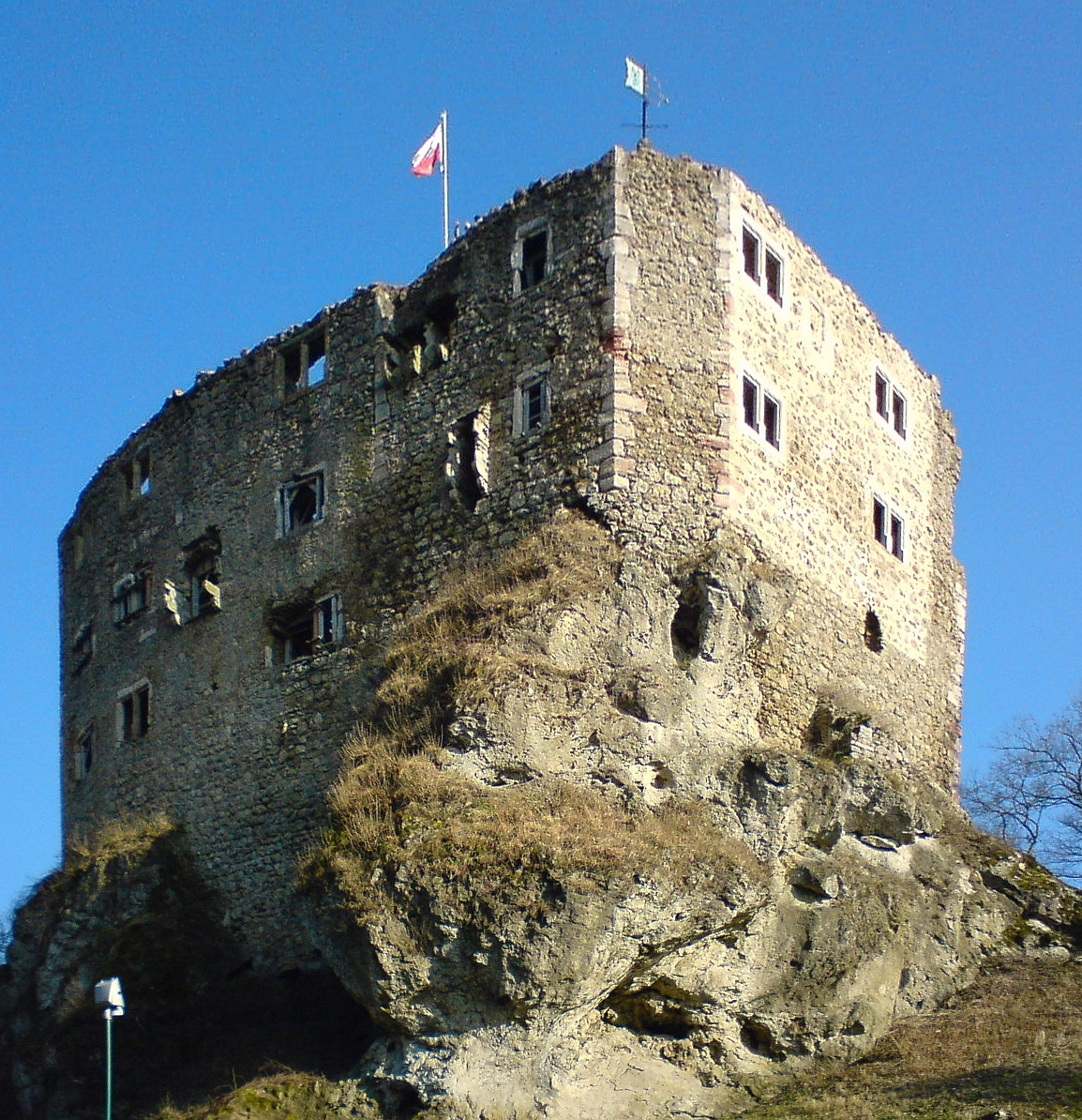
Burg Liebenstein (Wartburgkreis)

Nach der Übergabe des Altensteins findet man die Ritter von Stein ab 1386 auf der Burg Liebenstein oberhalb von Bad Liebenstein, sie begründeten damit die Liebensteiner Linie „von Stein zu Liebenstein“. Die Erbauung der Burg dürfte in den Zeitraum von 1360 bis 1375 fallen. Im Jahr 1406 taucht erstmals der Name „Lybinstein“ auf. Der Liebenstein war ab 1330 den Grafen von Henneberg als Lehnsherren zugehörig und fiel später an die Wettiner.
Im Bauernkrieg 1525 konnte die Burg Liebenstein gerettet werden, da Burgherr Lips von Stein sich den Bauern zum Schein unterwarf und seinen Besitz vor der Zerstörung und Plünderung retten konnte. Ein Brand zerstörte 1567 Teile der Burg. Er entstand bei der Einnahme des Liebensteins durch das Reichsexekutionsheer, das zur Beilegung der Grumbachschen Händel auf dem Marsch nach Gotha war. Noch bis 1599 reparierte Hermann von Stein an der Burg und empfahl seinen Lehnsherren Casimir die neu entdeckte Heilquelle (1610), in der Folge entstand um diesen Quellort die Siedlung Sauerbrunnen.
Nach dem Aussterben der Burginhaber von Stein diente der Liebenstein noch bis 1667 als Witwensitz. Aller Grundbesitz fiel 1673 mit dem Aussterben der Liebensteiner Linie der Herren von Stein als erledigtes Lehen an Ernst den Frommen.

### Stein-Liebenstein zu Barchfeld

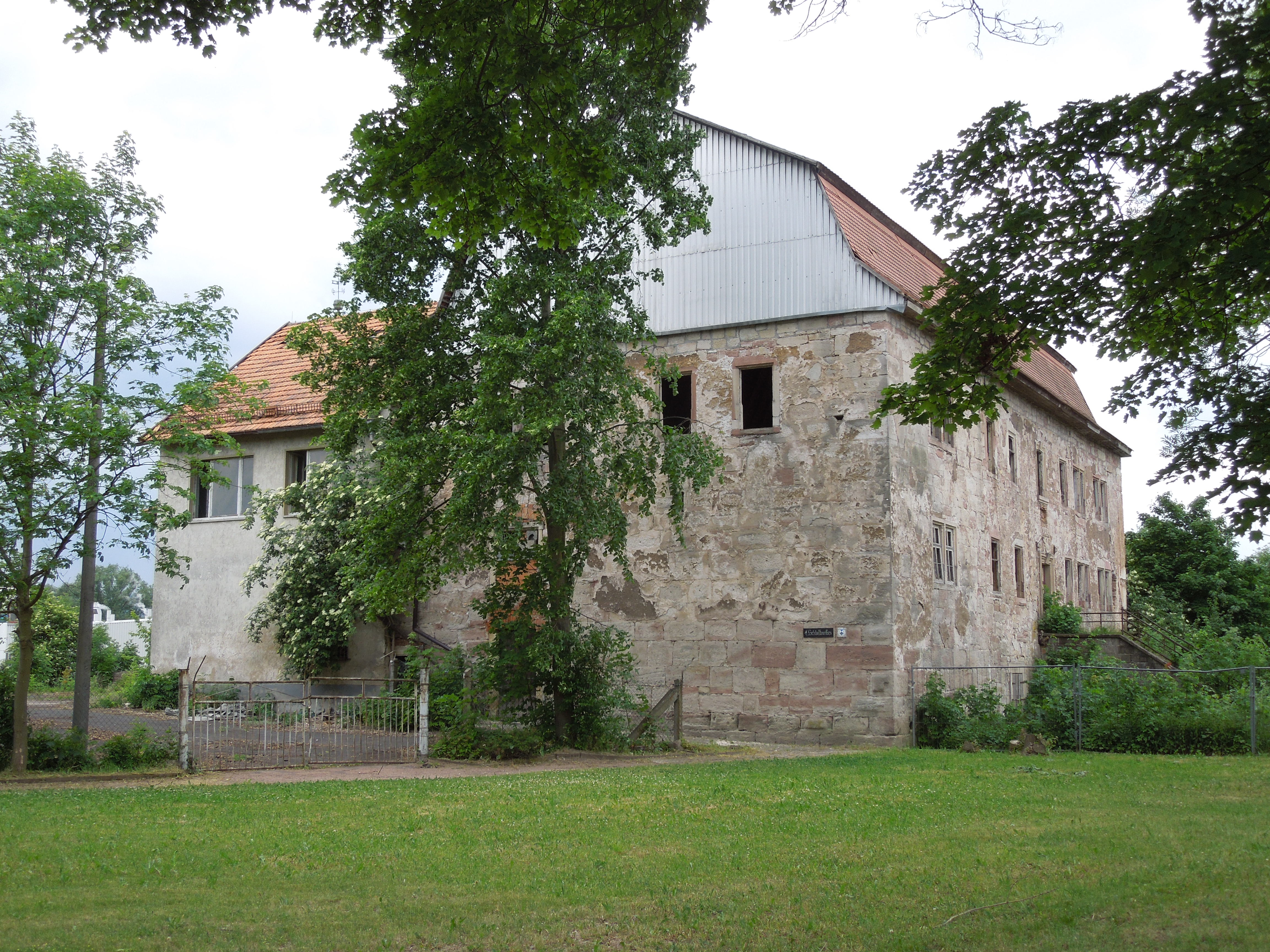
Steinsches Schloss (Barchfeld)

Die Familie Stein hatte inzwischen ausgedehnten weiteren Lehens- und Allodialbesitz erworben, u. a. in Schmalkalden, Benshausen, Brotterode und in Barchfeld, wo sie seit 1318 ebenfalls als Lehnsnehmer der Grafen von Henneberg einen Sitz hatte. In Barchfeld, ab 1360 steinsches Lehen der Landgrafschaft Hessen (Herrschaft Schmalkalden), besaßen sie eine 1387 erstmals erwähnte Wasserburg, an deren Stelle sie 1571–1581 das Steinsche Schloss erbauten.
Ein Großteil der Familienlehen ging 1567 verloren, weil Asmus von Stein in den Grumbachschen Händeln auf der Seite des mit Reichsacht belegten ernestinischen Herzogs Johann Friedrich II. gestanden hatte. Seine beiden Söhne teilten sich den verbliebenen Besitz des Vaters: Georg erhielt Barchfeld, Hermann erhielt Liebenstein. Gegen Ende des 17. Jahrhunderts starb die Linie Stein zu Liebenstein im Mannesstamm aus. Die Burg diente noch als Witwensitz und verfiel später.
Barchfeld wurde 1721 auch zum Sitz der Landgrafen von Hessen-Philippsthal-Barchfeld, einem 1721 aus der Nebenlinie Hessen-Philippsthal hervorgegangenen Zweig der hessischen Landgrafen. Sie errichteten sich unmittelbar neben dem Stein’schen Schloss zwischen 1690 und 1732 das Schloss Wilhelmsburg, sodass die Herren von Stein quasi Tür an Tür mit ihren Lehens- und Landesherren lebten.
Die Linie Stein-Liebenstein zu Barchfeld gehörte seit 1375 zu den Gefolgsleuten der hessischen Landgrafen und zur sachsen-meiningenschen Ritterschaft. 1845 wurde ihr von Sachsen-Meiningen und im folgenden Jahre von Hessen-Kassel der Freiherrenstand bestätigt. Sie war ferner Mitglied der noch heute bestehenden Althessischen Ritterschaft. Diese ruht jedoch, seit durch die Bodenreform in der Sowjetischen Besatzungszone 1945 der Besitz Barchfeld der Familie enteignet wurde.

#### Erbbegräbnis

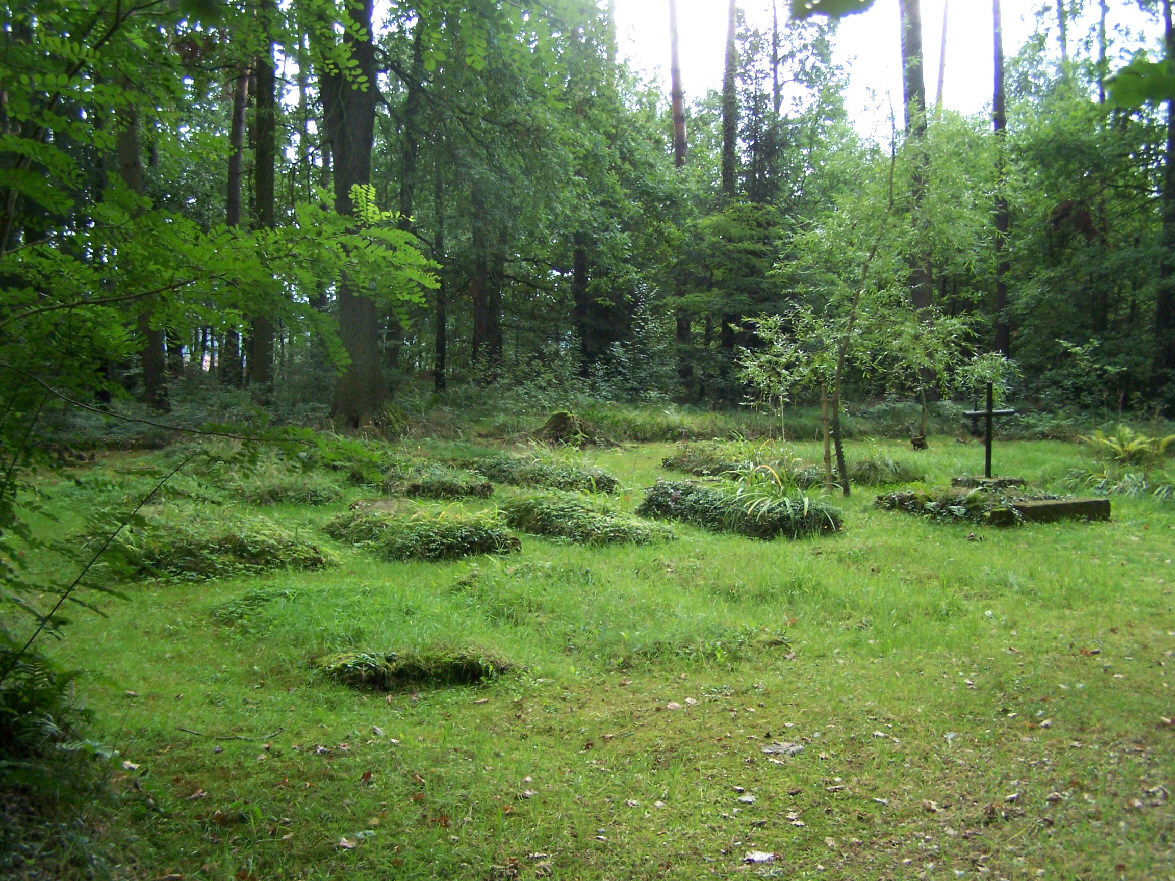
Der Erbfriedhof (2007)

Das Erbbegräbnis der Familie von Stein-Liebenstein zu Barchfeld befindet sich in einem kleinen Waldstück auf halbem Weg zwischen Bad Liebenstein und Barchfeld in der Nähe der Raboldsgrube. Es wurde im Jahre 1835 eingerichtet, nachdem die Beisetzung in der alten Barchfelder Kirche, wo auch Mitglieder der landgräflichen Nebenlinie von Hessen-Philippsthal-Barchfeld bestattet worden waren, seit Ende des 18. Jahrhunderts nicht mehr statthaft war. Zunächst hatte man die Verstorbenen des Hauses in einer separaten Ecke des Gemeindefriedhofs bestattet, dann aber wurde der etwa 2200 m² große Erbfriedhof in dem der Familie gehörenden Waldstück angelegt. Insgesamt 29 erkennbare Grabstellen befinden sich heute dort. Die letzte Grablegung erfolgte in den 1930er Jahren. Der kleine Friedhof verwahrloste in den Kriegs- und Nachkriegsjahren und wurde erst nach 1989 von einem entfernten Verwandten derer von Stein-Liebenstein gekauft und allmählich wieder hergerichtet.

## Wappen
Das Wappen zeigt in Silber zwei schwarze schräggestellte Balken. Auf dem Helm mit schwarz-silbernen Helmdecken ein offener (auch geschlossener) Flug mit den Schrägbalken.

Wappen der thüringischen von Stein
Wappen derer von Stein zu Liebenstein
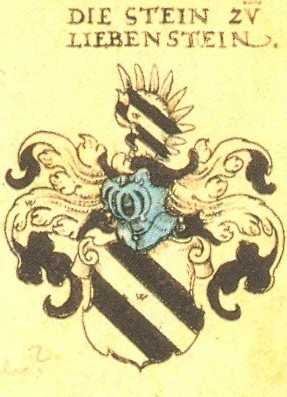
Wappen derer von Stein zu Liebenstein
Wappen derer von Stein-Liebenstein zu Barchfeld

## Bekannte Personen
- Dudo von Stein (um 1100) – Burgmann am Altenstein
- Wenzel von Stein – war 1378–1379 Pfandinhaber der Burg Frankenberg bei Helmers
- Asmus von Stein (um 1550) diente zwei Herren und endete in den Grumbachschen Händeln als tragische Figur. Seine beiden Söhne erhielten je einen Teil seines Besitzes – Georg erhielt Barchfeld, Hermann die Burg Liebenstein.
- Hermann von Stein zu Liebenstein (um 1600) – machte seinen Herrn Herzog Casimir auf die Liebensteiner Heilquelle  aufmerksam und gilt somit als Gründer des Dorfes Sauerbrunnen, durch dessen spätere Zusammenlegung mit dem benachbarten Grumbach die heutige Stadt Bad Liebenstein entstand.
- Ferdinand von Stein-Liebenstein zu Barchfeld (1832–1912), preußischer Generalleutnant
- Alexis von Stein-Liebenstein zu Barchfeld (1864–1928), preußischer Generalmajor
- Ferdinand-Wilhelm von Stein-Liebenstein zu Barchfeld (1895–1953), deutscher Generalmajor der Luftwaffe im Zweiten Weltkrieg
- Wilm Freiherr von Stein-Liebenstein (1869–1954), deutscher Richter und Politiker (DNVP)